# Gunnar Nilsson (sportiv)
Gunnar Nilsson (n. 3 martie 1923, Comuna Staffanstorp, Malmöhus⁠(d), Suedia – d. 12 mai 2005, Göteborg, Suedia) a fost un boxer ce a reprezentat Suedia, medaliat olimpic. A participat la o ediție a Jocurilor Olimpice (1948) în care a câștigat o medalie de argint.

## Participări
Lista de mai jos prezintă principalele competiții la care a participat Gunnar Nilsson de-a lungul carierei.
- boxing at the 1948 Summer Olympics – heavyweight[*]